# Konstantinos Galanidis
Konstantinos „Kostas“ Galanidis (griechisch Κωνσταντίνος «Κώστας» Γαλανίδης, * 1. September 1990 in Athen) ist ein ehemaliger griechischer Wasserballspieler. Er war mit der griechischen Nationalmannschaft 2021 Olympiazweiter und 2013 Dritter bei den Mittelmeerspielen.

## Sportliche Karriere
Der 2,02 Meter große Galanidis spielte 2021 bei Apollon Smyrnis.
Galanidis war 2013 in der Nationalmannschaft Ersatztorwart für Konstantinos Tsalkanis. Im Juni 2013 fanden im türkischen Mersin die Mittelmeerspiele 2013 statt, hinter Kroatien und Spanien belegten die Griechen den dritten Platz. Einen Monat später bei der Weltmeisterschaft in Barcelona unterlagen die Griechen im Viertelfinale der ungarischen Mannschaft und erreichten schließlich den sechsten Platz.
Sechs Jahre später nahm Galanidis als zweiter Torhüter hinter Emmanouil Zerdevas noch einmal an einer Weltmeisterschaft teil. 2019 belegten die Griechen den siebten Platz bei der Weltmeisterschaft in Gwangju. Bei den 2021 ausgetragenen Olympischen Spielen in Tokio gewannen die Griechen ihre Vorrundengruppe vor den Italienern. Im Viertelfinale bezwangen sie die Mannschaft Montenegros und im Halbfinale die Ungarn. Im Finale siegten die Serben mit 13:10. Galanidis wurde nur im Vorrundenspiel gegen Südafrika eingesetzt. Beim 28:5 konnte er neun Würfe abwehren.